# Tristania neriifolia
Tristania es un género monotípico de plantas perteneciente a la familia Myrtaceae. Su única especie: Tristania neriifolia (Sieber ex Sims) R.Br. in W.T.Aiton, Hortus Kew. 4: 417 (1812), es nativo de Nueva Gales del Sur, Australia. Está relacionado estrechamente con el género Callistemon. Algunas especies del género se han recalificado como Lophostemon y Tristaniopsis.

## Descripción
Es un árbol pequeño con ramificación densa. Las hojas son perennes, opuestas, simples y lanceoladas de 5–9 cm de longitud y 1 de ancho. Las flores se agrupan en racimos densos de 3-15 flores con cinco pétalos, pequeños y de color amarillo, con estambres numerosos. 
Se la conoce comúnmente como "goma de agua".

## Sinonimia
- Melaleuca neriifolia Sieber ex Sims, Bot. Mag. 26: t. 1058 (1807).
- Melaleuca salicifolia Andrews, Bot. Repos. 7: t. 485 (1807).
- Tristania persicifolia A.Cunn., Field New South Wales: 350 (1825).
- Tristania salicina A.Cunn., Edwards's Bot. Reg. 22: t. 1839 (1836).[1]